# 철원 김씨
철원 김씨(鐵原 金氏)는 강원특별자치도 철원군을 본관으로 하는 한국의 성씨이다. 혹칭(或稱) 고성 김씨(固城 金氏)라고도 한다.
시조(始祖) 김응하(金應河)는 경순왕의 후예로, 고려 명장 김방경(金方慶)의 후손이다.

## 시조
시조(始祖) 김응하(金應河)는 철원(鐵原) 출신으로 1618년 명나라가 후금을 칠 때 조선에 원병을 청하여 출정했다가 고군분투 전사하였다. 명나라 신종(神宗)이 요동백(遼東伯)에 봉하였다. 조선에서는 영의정(領議政)에 추증되었다.
후손들이 안동 김씨에서 분적(分籍)하여 선대(先代)의 세거지(世居地)였던 철원(鐵原)을 본관(本貫)으로 삼았다.

## 인구
2000년 통계청이 발표한 결과에 의하면 철원김씨는 130가구 총 392명이 있는 것으로 되어 있다.